# (12867) Joëloïc
(12867) Joëloïc – planetoida z pasa głównego asteroid okrążająca Słońce w ciągu 3 lat i 196 dni w średniej odległości 2,32 j.a. Została odkryta 1 czerwca 1998 roku przez Erica Elsta. Przed nadaniem nazwy planetoida nosiła oznaczenie tymczasowe (12867) 1998 LK2.